# ヌエバ・ヘローナ
ヌエバ・ヘローナ（西：Nueva Gerona）はキューバの都市のひとつ。青年の島にあり、青年の島特別自治体の州都とされている。この都市はカバージョス（Caballos）とカサス（Casas）という2つの丘に挟まれた場所に位置する。カリブ海からは航行可能な水路でもあるカサス川(Río Casas)を3kmほど上った位置にある。
この都市は1830年にアメリカ人開拓民によって建設された。今日では彼らはこの都市のアメリカ人墓地に眠っている。

## 姉妹都市
- スペイン ジローナ